# Eve's Hangout
L'Eve's Hangout era un famoso speakeasy di New York aperto nel 1925 dalla femminista polacca Eva Kotchever nel Greenwich Village. Il luogo era popolarmente chiamato Eve Adams Tearoom, un gioco di parole provocatorio tra i nomi biblici "Eva" e "Adamo".

## Storia
Dopo il Gray Cottage a Chicago negli anni '20, un bar gay-friendly e anarchico, Eva Kotchever fondò l'Eve's Hangout a New York nel 1925.
Il bar è vicino a Washington Square, nel seminterrato di 129, MacDougal street. Questa strada è al centro della bohemia intellettuale di New York e Greenwich Village è diventato il quartiere di Manhattan per la comunità gay e lesbica.
All'ingresso, Kotchever appone un cartello che recita "Men are admitted but not welcome" ("Gli uomini sono ammessi, ma non benvenuti"). Questo pannello segna la storia del luogo e rimarrà famoso.
Il Eve's Hangout diventa un rifugio per le lesbiche, ma anche per i migranti e le classi lavoratrici. Molto rapidamente, intellettuali come Emma Goldman, amica di Kotchever, lo hanno reso popolare. Il luogo diventa un club in cui si incontrano artisti, come Henry Miller, Anaïs Nin o Berenice Abbott.
Nel suo bar, Kotchever organizzava concerti, letture, incontri in cui parlavano di amore tra donne, politica e idee liberali.
Diventa una celebrità del "Village" e l'Eve's Hangout uno dei bar più popolari e liberale in questo momento.

## Raid della polizia e chiusura
I giornali conservatori offendevano per la popolarità dell'Eve's Hangout. I vicini chiamavano la polizia. La notte dell'11 giugno 1926, la polizia di New York fece irruzione al bar. La giovane detective Margaret Leonard trovò il libro scritto da Kotchever Lesbian Love. Kotchever era accusata di "oscenità" e "condotta disordinata".
L'Eve's Hangout dovette chiudere rapidamente.
Nel 1927 Eve Kotchever venne espulsa dagli Stati Uniti in Europa, ma il Greenwich Village non la dimenticò.
Kotchever trascorse quindi la sua vita a Parigi, dove aprì un altro bar lesbico, le Boudoir de l'Amour. Incontrava i suoi amici americani al Café du Dôme di Montparnasse, Henry Miller, Anaïs Nin, ex-clienti dell'Eve's Hangout.
Durante la seconda guerra mondiale, Eva Kotchever fu arrestata dalla polizia francese a Nizza. Deportata nel campo di internamento di Drancy, vicino a Parigi, fu assassinata ad Auschwitz alla fine del 1943.

## Posterità
L'Eve's Hangout è considerato uno dei primi bar lesbici d'America.
Il raid della polizia che il club subì nel 1926 è considerato un precursore di Stonewall Inn, e uno dei primi casi di lesbofobia ufficiale.
Barbara Kahn ha scritto un'opera teatrale e un musical, Unreachable Eden sulla storia del bar,.
L'artista Gwen Shockey incluso il luogo come parte del progetto Addresses project
Da novembre 2019, l'Università di Pittsburgh offre Tea Time with Eve (Eve Addams Tearoom Memorial Browsing Shelf).

## Patrimonio e turismo
L'edificio storico dell'Eve's Hangout fu costruito tra il 1828 e il 1829.
È registrato nel registro del patrimonio storico di New York e dal National Park Service.
Il luogo è presente nelle guide turistiche dell'ufficio turistico statunitense ufficiale ed è una delle tappe del turismo LGBT a New York.
Oggi l'edificio ospita un ristorante italiano al primo piano, chiamato La Lanterna di Vittorio, e un jazz club nel seminterrato, il Bar Next Door.